# Watasenia
Watasenia is een geslacht van inktvissen uit de familie van de Enoploteuthidae.

## Soort
- Watasenia scintillans (Berry, 1911)